# Бригада Льва Седова
Бригада Льва Седова (исп. Brigada León Sedov, араб. لواء ليون سيدوف‎) — повстанческая группировка, участвовавшая в сирийском вооружённом конфликте. Основана в Ливии в 2012 году группой из десяти-двенадцати аргентинцев троцкистских взглядов, воевавших против правительства Муаммара Каддафи. После падения правительства Ливии и начала гражданской войны в Сирии, члены группировки проникли в Сирию через Турцию и начали вооружённую борьбу против сирийского правительства вместе с сирийскими оппозиционными силами.
Члены группы работали на заводах и строительных площадках в Алеппо, чтобы налаживать связи с местными жителями, собирать средства, а также вербовать местных боевиков для создания рабочей армии. Группировка примечательна тем, что вела борьбу против всех сторон конфликта в Сирии, при этом набирая в свои ряды рабочих ополченцев и не получая финансирования.

## История
Группировка была создана аргентинскими троцкистами Абу Муадом, журналистом Леандро Хофстедером и Карлосом Мунзером в Ливии в июне 2012 года. Бригада была названа в честь Льва Седова — старшего сына Льва Троцкого.
Через месяц, после окончания гражданской войны в Ливии, бойцы Бригады пересекли границу Турции с Сирией.
В 2013 году произошёл конфликт с движением Харакат Нуреддин аз-Зинки. Лидер группы заявил, что движение аз-Зинки укрывает командира шабиха в контролируемых повстанцами районах и что он крадёт собственность у местных жителей. Группа приступила к аресту командира, когда он был незащищён. В результате ареста прибыли бригады, связанные с движением аз-Зинки, и потребовали его освобождения. Бригада Седова отказалась его освободить, в результате чего произошло небольшое столкновение. Позже аз-Зинки обратилось за помощью к Джебхат ан-Нусра в качестве посредника между Бригадой Седова и движением аз-Зинки. Сообщается, что ан-Нусра попросили бригаду освободить его. Бригада снова отказалась, в результате чего ан-Нусра в ответ послали группу узбекских бойцов для атаки на группу вскоре после того, как бригада Седова освободила его.
Лидер группировки Абу Муад был схвачен Исламским государством Ирака и Леванта в 2013 году и несколько дней содержался в школе. Он утверждает, что Исламское государство Ирака и Леванта попыталось шантажировать его и забрать его имущество. Позже протестующие потребовали, чтобы Исламское государство Ирака и Леванта освободило его, а местный житель помог ему бежать. По утверждению Муада, после побега из-под стражи Исламского государства Ирака и Леванта, они извинились за то, что задержали его, вернули его имущество и предложили ему еду на Рамадан.
Группа сражалась бок о бок с рядом других повстанческих групп, включая связанный с Братьями-мусульманами Легион Шам, и пыталась сформировать объединённые силы против сирийского правительства.
В Бригаде утверждали, что участвовали в сотнях перестрелок, нападений и битв за города, некоторые из которых были ключевыми в конфликте против режима Асада с 2012 года.
Бригада Леона Седова вступила в Фронт Леванта в мае 2015 года, но ушла через месяц. Несмотря на политические разногласия между бригадой Льва Седова и более крупными оппозиционными группами, такими как Ахрар аш-Шам, бригада продолжала работать с ними на местах в Алеппо и прилегающих районах против сирийского правительства. В конечном итоге она распалась после падения Алеппо.